# Аделбоден
Аделбоден (на немски: Adelboden; на френски: Adelboden') е курортен град и община в Швейцария, кантон Берн, окръг Фрутиген.
Основан е през 1409 г. Населението му е 3515 души към 31 декември 2011 г. Пощенският код е 0561.